# Virman Vunderbarr
Virman Vunderbarr is een fictionele buitenaardse superschurk gepubliceerd door DC Comics. Hij verscheen voor het eerst in Mister Miracle vol. 1 #5 (december 1971). Hij werd gecreëerd door Jack Kirby.

## Karakter biografie
Hij is inwoner van Apokolips en de lieveling van Granny Goodness. Hij is gemodelleerd als een Pruisische militair, met zijn overkomst en precisie. Hij is de aartsvijand van Mister Miracle. Zijn nichtje is een juniorlid van de Female Furies die een schaduw monster kan controleren genaamd Chessure.

## Virman Vunderbarr in andere media
Vunderbarr verscheen in een aflevering van Justice League Unlimited. In die aflevering was hij de baas in Apokolips toen Darkseid verdwenen was en hij hield Kalibak gevangen. Zijn stem werd gedaan door Arte Johnson. Hij heeft ook een cameo in de Justice League Unlimited aflevering Alive, waar hij Apokolips probeert te veroveren van Granny Goodness en de Female Furies.

## Andere versies
- In het Elseworlds verhaal Supermn: The Dark Side, verscheen Virman als de dubbel van Adolf Hitler.

## Trivia
- De naam Vunderbarr is een afgeleide van het Duits wunderbar, wat geweldig betekent. De naam is door Granny Goodness aan hem gegeven.
- Zijn naam varieerde over de jaren tussen Vundabar en Vunderbarr. In zijn eerste verschijning heette hij Vundabar.